# Gabriel Calderón
Gabriel Humberto Calderón (* 7. Februar 1960 in Rawson, Chubut) ist ein ehemaliger argentinischer Fußballspieler und derzeitiger -trainer.

## Spielerkarriere

### Verein
Calderón begann seine Karriere zunächst als Nachwuchsspieler bei den argentinischen Vereinen Club El Porvenir, Racing Club Avellaneda, Club Atlético Lanús und dem Club Atlético Independiente, bevor der offensive Mittelfeldspieler 1983 zu Betis Sevilla nach Spanien wechselte. Dort blieb er bis 1987 und lief in insgesamt 131 Partien auf, wobei er 38 Tore schoss. 1987 wechselte er zu Paris Saint-Germain, wo er in 102 Spielen insgesamt elf Treffer erzielte. Weitere Stationen seiner Karriere waren die Vereine FC Sion (1990 bis 1992) und Lausanne-Sports (1993/1994) in der Schweiz sowie SM Caen in Frankreich.

### Nationalmannschaft
In den Jahren 1981 bis 1990 wurde Calderón insgesamt 23 Mal zu Spielen der Albiceleste berufen. Er stand dabei auch als Stürmer im Aufgebot zu den Weltmeisterschaften 1982 und 1990. Als Nationalspieler gelang ihm ein Tor.

## Trainerkarriere
1994 beendete Calderón seine aktive Karriere und arbeitete zunächst als Fernsehkommentator, bevor er 1997 bei Caen eine Trainerlaufbahn begann und dort bis 2000 wirkte. Anschließend trainierte er seine ehemalige Mannschaft in Lausanne bis 2003, bevor er 2004 Trainer der Fußballnationalmannschaft Saudi-Arabiens wurde. Dort gelang ihm zwar die Qualifikation zur Fußball-Weltmeisterschaft 2006 in Deutschland, nach einem enttäuschenden Auftritt der Mannschaft bei den Westasienspielen 2005 wurde er aber entlassen und durch den Brasilianer Marcos Paquetá ersetzt. Von April 2007 bis 2008 trainierte Calderón die Nationalelf des Oman. Im Juni 2008 übernahm er das Traineramt bei dem saudi-arabischen Klub Al-Ittihad, das er bis 2010 innehatte. Im Anschluss trat er die Nachfolge von Eric Gerets als Trainer von Al-Hilal in Saudi-Arabien an, bevor er nach einem Intermezzo bei Baniyas SC die Nationalmannschaft von Bahrain übernahm. Ab dem 13. August 2013 war Calderon vereinslos. Im Januar 2014 verpflichtete ihn Betis Sevilla als Trainer.

## Erfolge

### Als Spieler
Paris Saint-Germain
- Vizemeister 1988–89

FC Sion
- Schweizer Meister 1991–92
- Schweizer Pokalsieger 1991

Argentinien
- 1979 Jugendweltmeister
- 1990 Vizeweltmeister

### Als Trainer
al-Ittihad (Saudi-Arabien)|al-Ittihad
- Vize-AFC Champions League 2009
- Saudi Premier League: 2008–09
- King Cup of Champions: 2010

al-Hilal
- Saudi Premier League: 2010–11
- Saudi Crown Prince Cup: 2011